# Savoia-Marchetti S.55
Le Savoia-Marchetti S.55 est un hydravion à double coque produit en Italie à partir de 1924. Très vite, cet appareil original bat des records de vitesse, de charge utile, d'altitude et de rayon d'action.

## Conception et développement
Le S.55 faisait l'objet de nombreuses innovations. La cabine et la soute se trouvaient dans les deux coques, tandis que le poste de pilotage était installé dans la partie la plus épaisse de la section de l'aile située entre les deux coques. Le S.55 avait deux hélices contrarotatives, entraînées par deux moteurs montés dos-à-dos et fortement inclinés. Deux rampes de câbles d'embase raccordaient la triple dérive à la double coque et à l'aile.

## Historique opérationnel

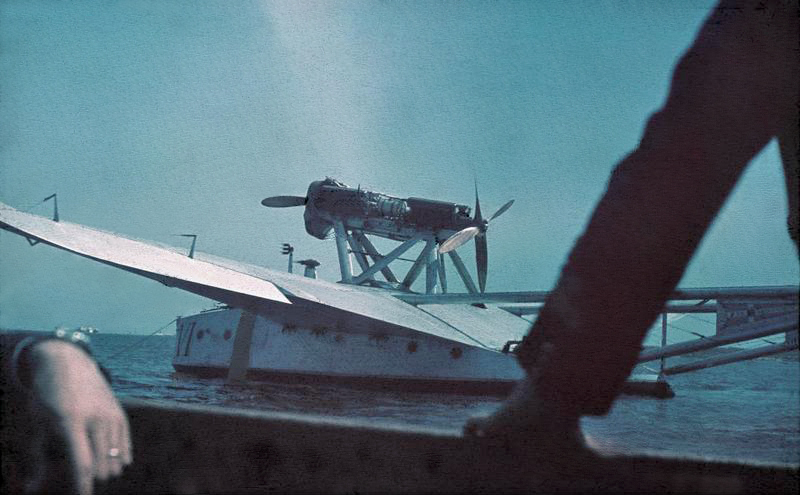
Un S.55 roumain en 1943

Même avec sa conception très singulière, le Savoia-Marchetti S.55, était un appareil reconnu pour sa navigabilité. En 1926, le S.55P prototype établit quatorze records du monde de vitesse, d'altitude et de distance avec une charge utile. Les plus grands succès du S.55 ont cependant été ses nombreux vols entre l'Europe et les Amériques.
Le Brésilien João Ribeiro de Barros (en) et son équipage de trois personnes ont fait une traversée de l'Atlantique avec le S.55 Jahú le 24 avril 1927. Au départ de l'Île Santiago, il a traversé l'Atlantique dans le Jahú et a atterri sur l'île de Fernando de Noronha, au Brésil.
Le Savoia-Marchetti S.55 fait un certain nombre de traversées de l'Atlantique sud, à une époque où il s'agissait encore d'une entreprise risquée et difficile, qui fut réussie pour la première fois en 1922 par les Portugais Gago Coutinho et Sacadura Cabral (vol Lisbonne-Rio).
Le Santa Maria , piloté par Francesco de Pinedo est parti de Dakar au Sénégal pour atterrir  à Pernambuco, au Brésil, le 13 février 1927. Après la traversée, l'avion a été échangé contre des grains de café.
Les pilotes Francesco de Pinedo et Carlo del Prete ont décollé de Sesto Calende en Italie, dans un S.55 vers l'ouest pour traverser l'Atlantique Sud. Quatre mois plus tard, ils sont de retour en Italie, après avoir volé près de 48 280 km en 193 heures de vol et ayant fait un peu plus de 50 arrêts, y compris à Rio de Janeiro, Buenos Aires et New York.
Le maréchal de l'Air italien de l'époque Italo Balbo est devenu célèbre pour l'organisation d'un escadron de S.55 pour les traversées de l'Atlantique, culminant en 1933 avec un vol de 24 avions à l'Exposition universelle de Chicago, un siècle de progrès. Le 1er juillet 1933, le Général Balbo a commandé un vol de S-55 de Orbetello, en Italie, accomplissant la traversée en un peu plus de 48 heures, en maintenant une formation en « V » strict. Ces grandes flottes d'aéronefs ont été parfois appelées des « Balbo (en) ».
L'avion a servi dans la Regia Aeronautica comme bombardier à grand rayon d'action et avion de patrouille, mais à l'arrivée de la Seconde Guerre mondiale, le dernier S.55 n'était plus en service opérationnel et resta en réserve.

## Aéronef survivant

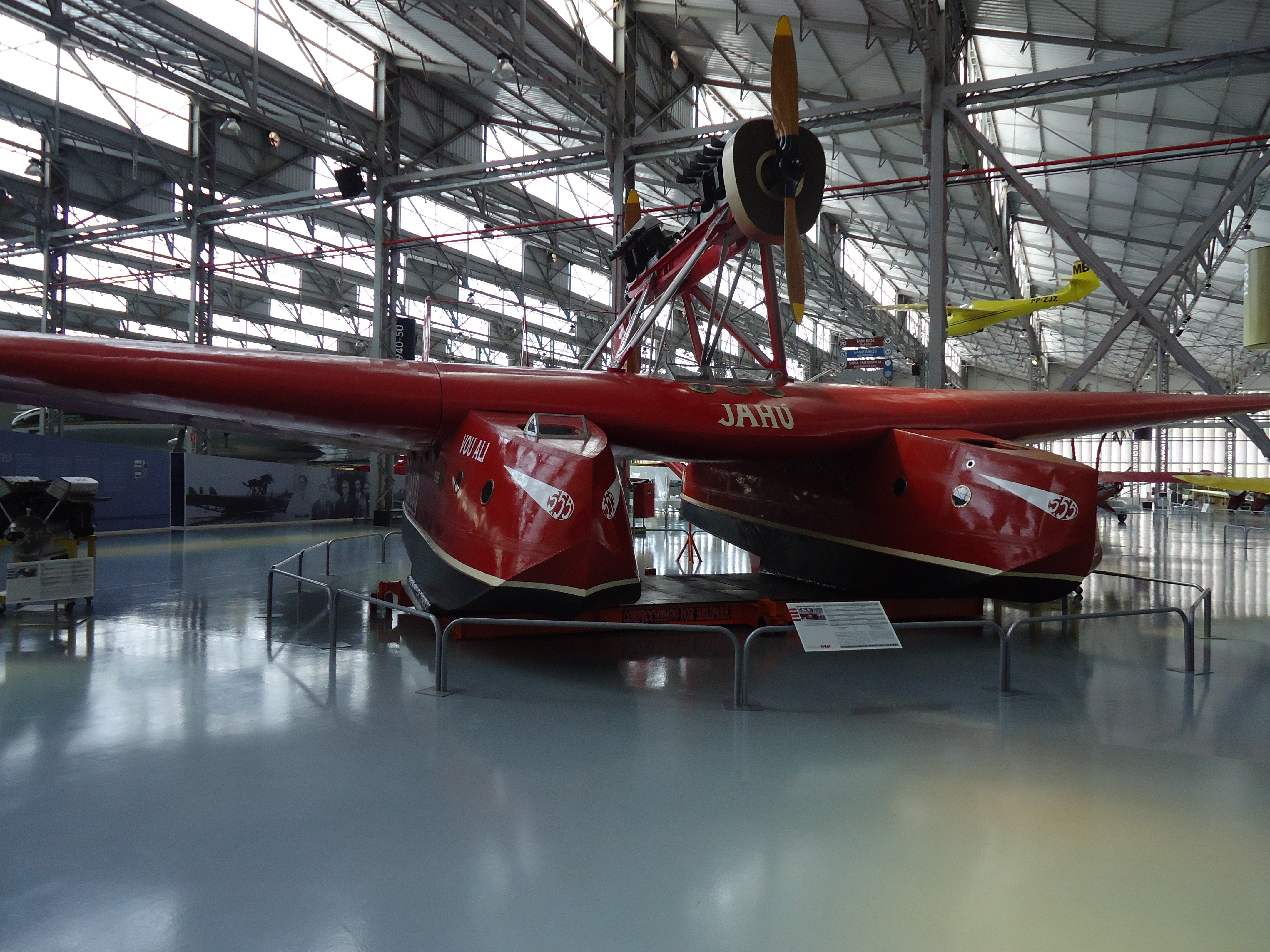

Le dernier exemplaire est conservé au Brésil, au musée TAM "Asa de um sonho", à São Carlos, São Paulo. L'avion, immatriculé I-BAUQ et nommé « Jahú », était le S.55 utilisé par le Commandant João Ribeiro de Barros dans sa traversée de l'Atlantique Sud en 1927.

## Variantes

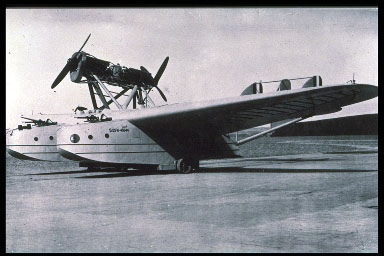
SIAI S.55X

S.55
90 Prototypes et modèles de production d'origine livrés entre 1927 et 1930, y compris deux prototypes.
S.55C
Variante civile livrée de 1925 à 1926, huit appareils furent construits.
S.55P
Amélioration de la variante civile avec une coque agrandie pour 10 passagers et des cockpits fermés, livrés entre 1928 et 1932, 23 appareils construits.
S.55A
Variante militaire livrée avec des moteurs Fiat A.22R de 418 kW (560 ch), 16 appareils construits.
S.55M
Variante avec certaines structures en bois remplacées par du métal, sept appareils construits par Piaggio en 1930.
S.55 Scafo Allargato
Coque élargie et approfondie et cockpits fermés, 16 appareils construits par Savoia-Marchetti et 16 appareils construits par CANT.
S.55 Scafo Allargatissimo
Variante avec une coque encore considérablement élargie, 20 appareils construits par Savoia-Marchetti, 16 appareils construits par Macchi et six appareils construits par CANT.
S.55X
Variante équipée de moteurs Isotta Fraschini Asso 750 pour des vols en formation sur l'Atlantique Nord, plus tard armés et utilisés comme appareils de reconnaissance et de bombardement. 25 appareils construits.

## Les opérateurs

### Opérateurs civils
Union soviétique
- Aeroflot

### Opérateurs militaires
Royaume d'Italie
- Regia Aeronautica

 Brésil
- Marine brésilienne (8 avions)

 Espagne (1937)
- Armée de l'air espagnole

 Roumanie
- Force aérienne royale roumaine (7 avions entre 1933 et 1943)

## Spécifications (S.55X)

### Caractéristiques générales
- Équipage: 5-6
- Longueur: 16,75 m
- Envergure: 24,00 m
- Hauteur: 5,00 m
- Surface ailaire: 93,0 m2
- Poids à Vide: 5 750 kg
- Maximale au décollage: 8 260 kg
- Motorisation : 2 Isotta-Fraschini Asso 750V, 656 kW (880 ch) chacun

### Performance
- Vitesse maximale: 279 km/h
- Rayon d'action: 3 500 km
- Plafond de service: 5 000 m

### Armement
- 4 mitrailleuses de 7,7 mm
- 1  torpille ou
- 2 000 kg de bombes